# Saint-Antoine-du-Rocher

Saint-Antoine-du-Rocher este o comună în departamentul Indre-et-Loire, Franța. În 1 ianuarie 2022 avea o populație de 1.786 de locuitori.